# Список умерших в 1309 году
В этой статье представлен список известных людей, умерших в 1309 году.

## Январь
- 4 января — Анджела из Фолиньо — итальянская монахиня-францисканка, мистическая писательница, святая римско-католической церкви.
- 24 января — Гвидо деи Бонакольси — народный капитан и сеньор Мантуи (1299—1309).

## Февраль
- 19 февраля — Богуслав IV — герцог Померании (1278—1295), герцог Померании-Вольгаст (1295—1309)

## Март
- 22 марта — Лукардис фон Обервеймар[нем.] — святая римско-католической церкви.

## Апрель
- 10 апреля — Елизавета фон Раперсвиль[англ.]	— последняя графиня из рода Рапперсвилей (1289—1309)
- 11 апреля — Йорунд[норв.] — архиепископ Нидароса (1288—1309)

## Май
- 5 мая — Карл II Анжуйский — король Неаполя (1285—1309), граф Анжу и Мэна (1285—1290), граф Прованса и граф Фронкалькье (1267—1309), князь Ахейский (1285—1289), король Албании (1285—1301), сын Карла I Анжуйского.
- 19 мая — Агостино Новелло[англ.] — итальянский юрист и религиозный деятель, святой римско-католической церкви.
- 20 мая — Джеймс из Сент-Джорджа — английский архитектор

## Июль
- 13 июля — Жан I[англ.] — князь-епископ Утрехта (1268—1290)
- Отто фон Грандсон[нем.] — епископ Туля (1306), епископ Базеля (1306—1309)

## Август
- 8 августа — Джон ле Стрейндж — первый барон Стрейндж (1299—1309).
- 10 августа — Джованни Боккаацца — архиепископ Монреале (1278—1285), кардинал-епископ Фраскати (1285—1309), декан Коллегии кардиналов (1302—1309).
- 24 августа — Тибо де Верден, английский аристократ, 1-й барон Верден.

## Сентябрь
- 19 сентября — Алонсо Перес де Гусман Эль-Буэно (53) — испанский дворянин и крупный военачальник периода Реконкисты, первый сеньор де Санлукар-де-Баррамеда (1297—1309), родоначальник герцогского дома Медина-Сидония. Убит в бою.

## Октябрь
- Тэтцу Гикаи[англ.] — третий духовный лидер Сото-сю
- Фридрих VII фон Цоллерн — граф фон Цоллерн (1298—1309)

## Ноябрь
- 5 ноября — Готфрид фон Гогенлоэ — ландмейстер Тевтонского ордена в Германии (1294—1297), великий магистр Тевтонского ордена (1297—1303)
- 13 ноября — Лютгард фон Тюбинген[нем.] — пфальцграф Тюбингена (1294—1309)

## Декабрь
- 2 декабря — Евфимия — принцесса Киликийской Армении, дочь короля Хетума I.
- 3 декабря — Генрих III Глоговский — князь Глогува (1274—1309), князь Сьцинавский (1290—1309), князь Олесницы (1294—1309), князь Намыслува (1294—1309), князь Саганский (1304—1309), князь Великопольский (1305—1309).

## Дата неизвестна или требует уточнения
- Абу Яхья Абу Бакр I ибн Абд ар-Рахман, восьмой правитель государства Хафсидов в Ифрикии (1309), седьмой халиф Хафсидов.
- Альдобрандеска[англ.] — святая римско-католической церкви.
- Бертран II де Бо — сеньор де Берр (1266—1309), барон де Трогессана (1274—1309)
- Василий Михайлович — князь суздальский (1305—1309)
- Гильема де Монкада — дама де Монкада и баронесса Кастельви-де-Росанес (1290—1309)
- Франческо Гримальди — член генуэзской семьи Гримальди, захвативший принадлежавшую гибеллинам крепость Монако. Считается основателем правящей в Монако княжеской династии.
- Грифид ап Мадог II — младший сын лорда Глиндиврдуи и Кинллайт-Оуайн Мадога Крипла и его жены Марагрет ферх Рис.
- Джеймс из Сент-Джорджа, мастер-каменщик и архитектор из Савойи.
- Евстафий II[серб.] — архиепископ Сербии (1292—1309), святой Сербской церкви
- Жак Эд Колонна[фр.] — епископ Туля (1307—1309)
- Жан I де Шалон[англ.] — граф-консорт Осера (1268—1290)
- Жан II де Дрё — граф Дрё (1282—1309).
- Ибн ат-Тиктака, арабский историк.
- Изабелла де Валуа[фр.] — дочь Карла Валуа, жена Жана III Доброго, будущего герцога Бретонского
- Конрад Сак — ландмейстер Тевтонского ордена в Пруссии (1302—1306).
- Джеймс Стюарт — лорд-стюард Шотландии (1283—1309).
- Ловато Ловати[англ.] — итальянский юрист и поэт, «отец гуманизма»
- Лоттьери делла Тоса[итал.] — епископ Фаэнцы (1287—1302), епископ Флоренции (1301—1309)
- Мэттью де Крамбет[англ.] — епископ Данкелда (1288—1309)
- Петрус Кресценций — болонский сенатор, автор сельскохозяйственной энциклопедии «Ruralium commodorum»
- Роберт де Понт[фр.] — епископ Сен-Мало (1286—1309)
- Рудольф фон Варт[нем.] — верхнешвабский рыцарь, участник убийства Альбрехта I, казнён
- Тайсэй — король Рюкю (1299—1309)
- Томас Кэнток[англ.] — лорд-канцлер Ирландии (1292—1294), епископ Эмли (1306—1309)
- Хизр Талику-хан — правитель Чагатайского улуса (1308—1309)